# وزارة التعليم العالي والبحث العلمي (فلسطين)
وزارة التعليم العالي والبحث العلمي الفلسطينية هي وزارة فلسطينية سابقة، كانت الجهة الرسمية الحكومية المسؤولة عن قطاع التعليم العالي في دولة فلسطين.

## التاريخ
بعد إقامة السلطة الوطنية الفلسطينية عام 1994، أُنشئت وزارة التعليم العالي والبحث العلمي في العام 1996 لتشرف على قطاع التعليم العالي الفلسطيني. وفي عام 2002، دمجت وزارة التعليم العالي والبحث العلمي مع وزارة التربية والتعليم في وزارة واحدة. وفي عام 2012، أُعيد فصل وزارة التعليم العالي عن وزارة التربية والتعليم. وفي عام 2013، أعيد دمج وزراة التعليم العالي مع وزارة التربية والتعليم في وزارة واحدة. وفي عام 2019، أُعيد فصل وزارة التعليم العالي عن وزارة التربية والتعليم في عهد الحكومة الفلسطينية الثامنة عشرة.
في مارس 2024 وضمن الحكومة الفلسطينية التاسعة عشرة (حكومة محمد مصطفى) أُعيد دمج الوزارة مع وزارة التربية والتعليم لتعود باسم "وزارة التربية والتعليم العالي".

## خدمات الوزارة
- معادلة وتصديق الشهادات.[2]
- المنح والبعثات الدراسية.[2]
- صندوق إقراض الطلبة.[2]
- ترخيص واعتماد مؤسسات التعليم العالي والبرامج.[2]
- ترخيص واعتماد مكاتب الخدمات الجامعية.[2]

## وصلات خارجية
- الموقع الرسمي لوزارة التعليم العالي والبحث العلمي الفلسطينية